# Comanche (film, 1956)
Comanche est un film américain réalisé par George Sherman, sorti en 1956.

## Synopsis
1875. Durango, une bourgade mexicaine, est attaquée par un groupe de Comanches commandé par le chef Quanah. Les Indiens enlèvent plusieurs femmes, dont la jeune Margarita Alvarez, avant de repasser la frontière pour se réfugier aux Etats-Unis, où ils savent que l'armée mexicaine ne pourra pas les poursuivre. Quanah, en effet, a toujours interdit à ses guerriers de maltraiter les citoyens américains, de manière à conserver de bonnes relations avec le gouvernement et l'armée des Etats-Unis. Ainsi, il ordonne de libérer Charles Downey et son équipe de chasseurs de scalps que ses guerriers viennent de capturer, ce qui provoque la fureur de Bouc noir, partisan d'une guerre à outrance contre tous les Blancs.
Cependant le gouvernement mexicain presse les Américains de l'aider à réduire les raids comanches, comme ils s'y sont engagés par traité. Un délégué aux affaires indiennes, John Ward, est envoyé sur place et tente de convaincre le général Nelson Miles d'ouvrir une nouvelle guerre contre les tribus indiennes. Réticent, le général Miles charge un de ses éclaireurs de confiance, Jim Read, d'aller parlementer avec le chef Quanah afin de le convaincre de cesser ses raids en territoire mexicain.
Read et son ami Puffer se rendent au camp comanche où, grâce à la volonté de paix de Quanah, ils parviennent à un accord. Mais Bouc noir, entrant en rébellion contre son chef, menace le traité en semant la mort et la désolation sur le territoire. Le commissaire John Ward, manipulé par Charles Downey qui désire se venger de son vieil ennemi Read, pousse lui aussi à la guerre. Jim doit parvenir à réduire et à capturer Bouc noir afin de ramener la paix et espérer retrouver Margarita, la jeune captive des Comanches, dont il est tombé amoureux.

## Fiche technique
- Titre : Comanche
- Titre original : Comanche
- Réalisation : George Sherman
- Scénario et production  : Carl Krueger
- Musique : Herschel Burke Gilbert
- Photographie : Jorge Stahl Jr.
- Production : Carl Krueger Productions
- Version française : Société parisienne de sonorisation (SPS)
- Adaptation française : Maurice Griffe, direction artistique :Henri Allegrier
- Chanson : A Man Is as Good as His Word : Chantée par  : The Lancers
- Chanson version française Un homme se juge à sa parole : lyrics français de Henri Lemarchand
- Distribution : United Artists
- Pays de production :  États-Unis
- Format :Cinémascope, De Luxe
- Aspect ratio :2.35 : 1
- Genre : western
- Durée : 84 minutes
- Date de sortie :  
  - États-Unis : 31 août 1956

## Distribution
- Dana Andrews  (V.F : Jean Martinelli) :  Jim Read
- Kent Smith  (V.F : Jean Davy): Quanah Parker
- Linda Cristal  (V.F : Claude Winter) :  Margarita Alvarez
- Nestor Paiva  (V.F : Jean Brochard) : Puffer
- Henry Brandon  (V.F : Jean Berton) : Bouc Noir (Black Cloud en V.O.)
- Stacy Harris  (V.F : André Valmy):  Charles Downey
- John Litel  (V.F : Jacques Berlioz): général Nelson Miles
- Lowell Gilmore  (V.F : Abel Jacquin) : Commissaire John Ward
- Mike Mazurki  (V.F : Jean Clarieux) : Bras d’Acier (Flat Mouth en V.O.)
- Tony Carbajal  (V.F : Jean Violette) : Vipère Jaune (Little Snake en V.O.)
- Reed Sherman :  lieutenant John French
- Jose ángel Espinosa 'Ferrusquilla'  (V.F : Gerald Castrix) : le commerçant de Durango
- Jorge Martinez de Hoyos : un chasseur de scalps
- Carlos Múzquiz : un chasseur de scalps
- Carlos Rivas  (V.F : Jean-Claude Michel) : le Comanche blessé
- Fanny Schiller : la mère de Margarita
- David Moreno : un guitariste
- Iron Eyes Cody : le sorcier
- Raymond Loyer : un soldat blessé (voix)